# Durbar-plein van Bhaktapur
Het Durbar-plein van Bhaktapur is een Durbar-plein in het Nepalese Bhaktapur. Op het plein zijn indrukwekkende voorbeelden van de architectuur en kunst van de Newah te bewonderen. Het was van de drie koninkrijken in de Kathmandu-vallei het grootste.
Het plein met het oude paleis en de tempels had reeds zwaar geleden onder de grote aardbeving van 1934 en leed wederom zware schade bij de aardbeving in Nepal van 25 april 2015.

Durbar-plein van Bhaktapur
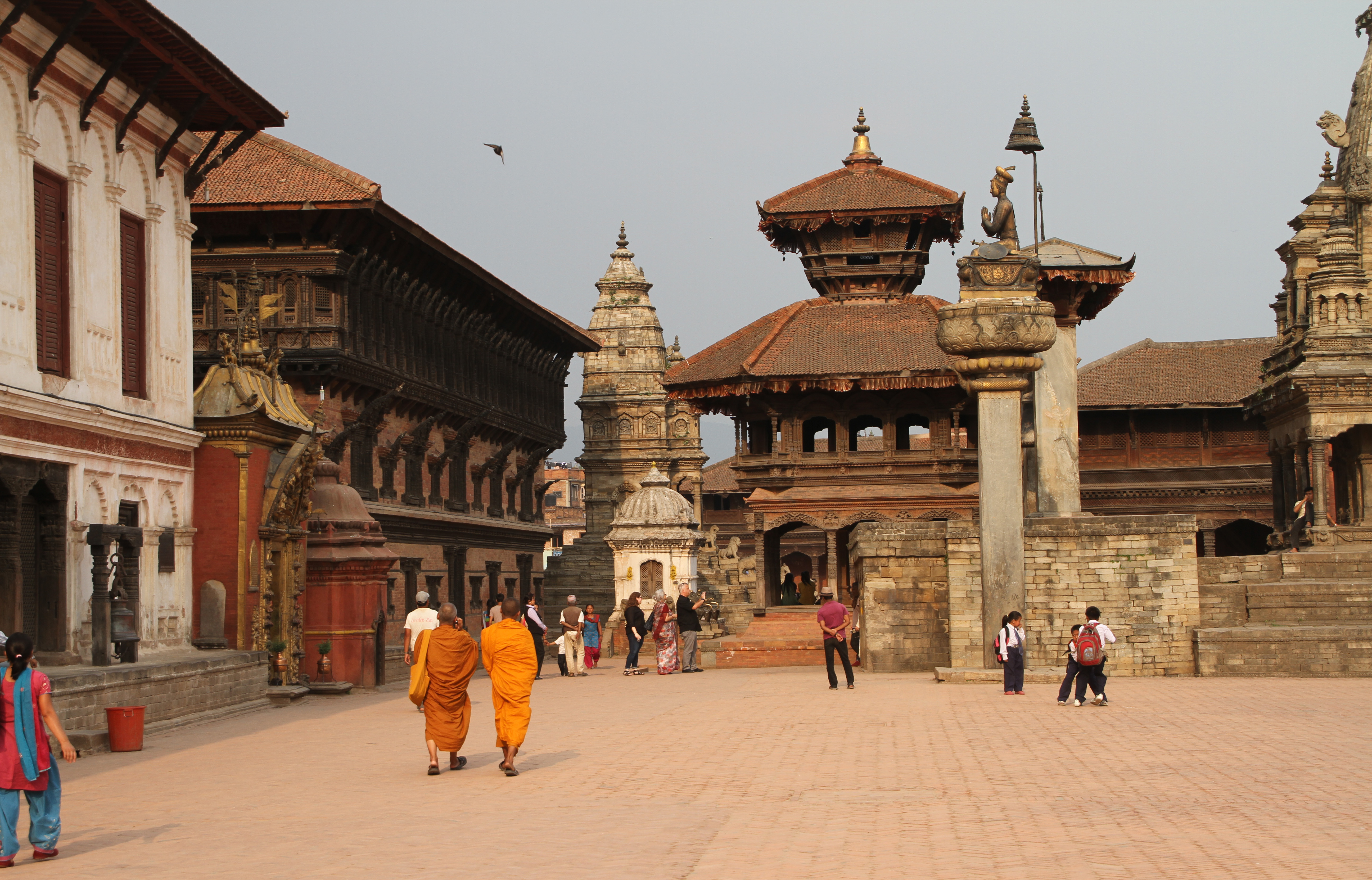
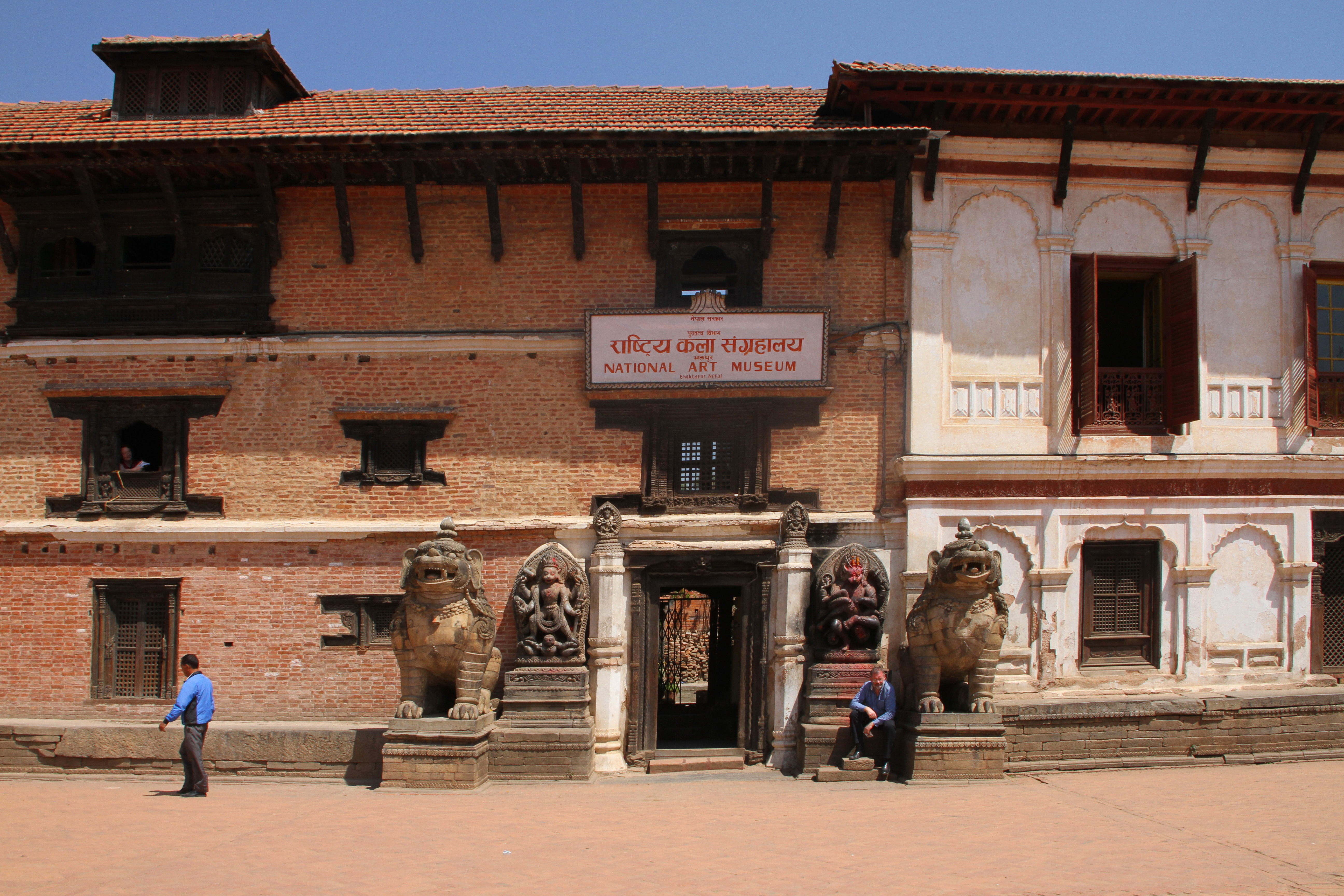
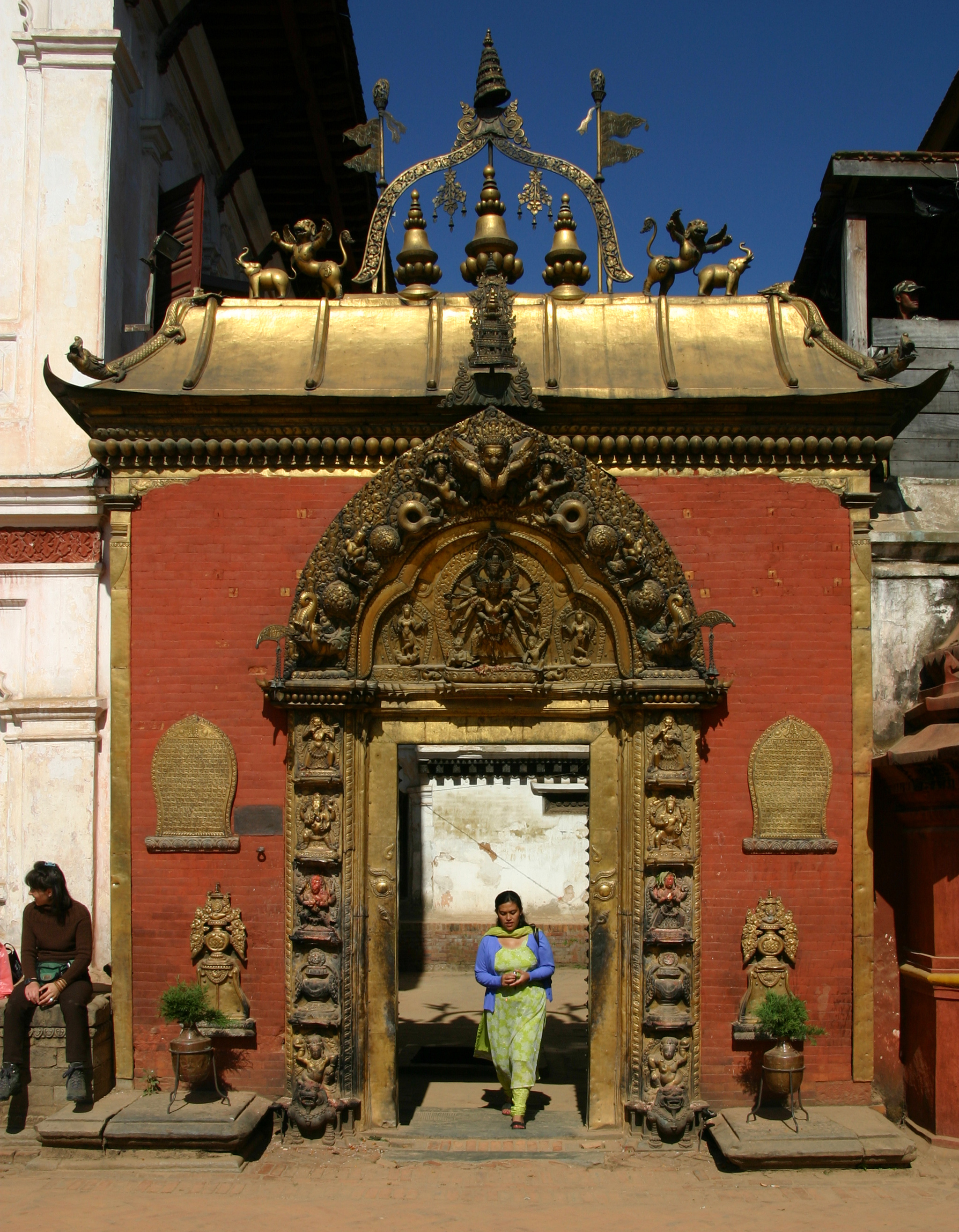
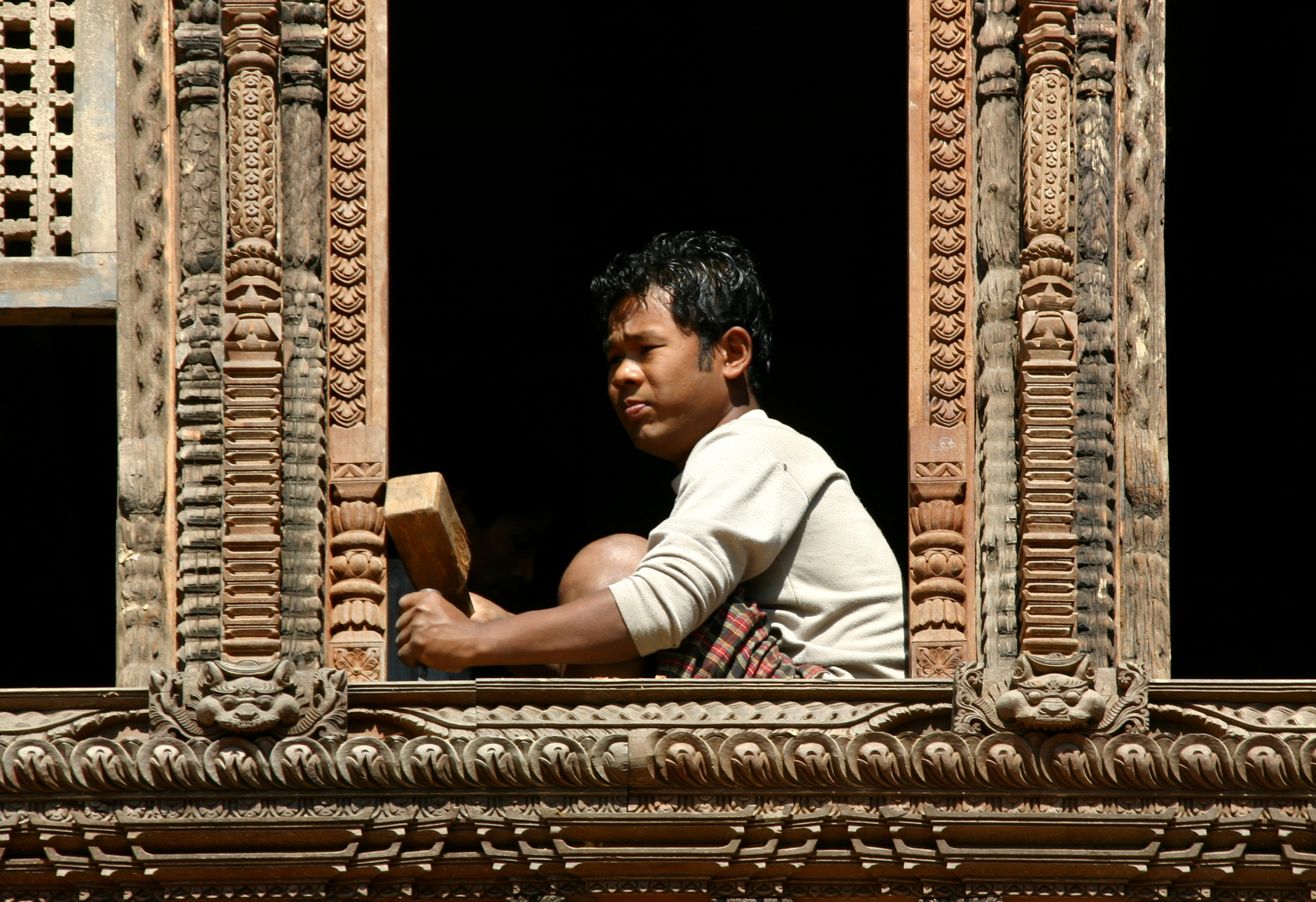
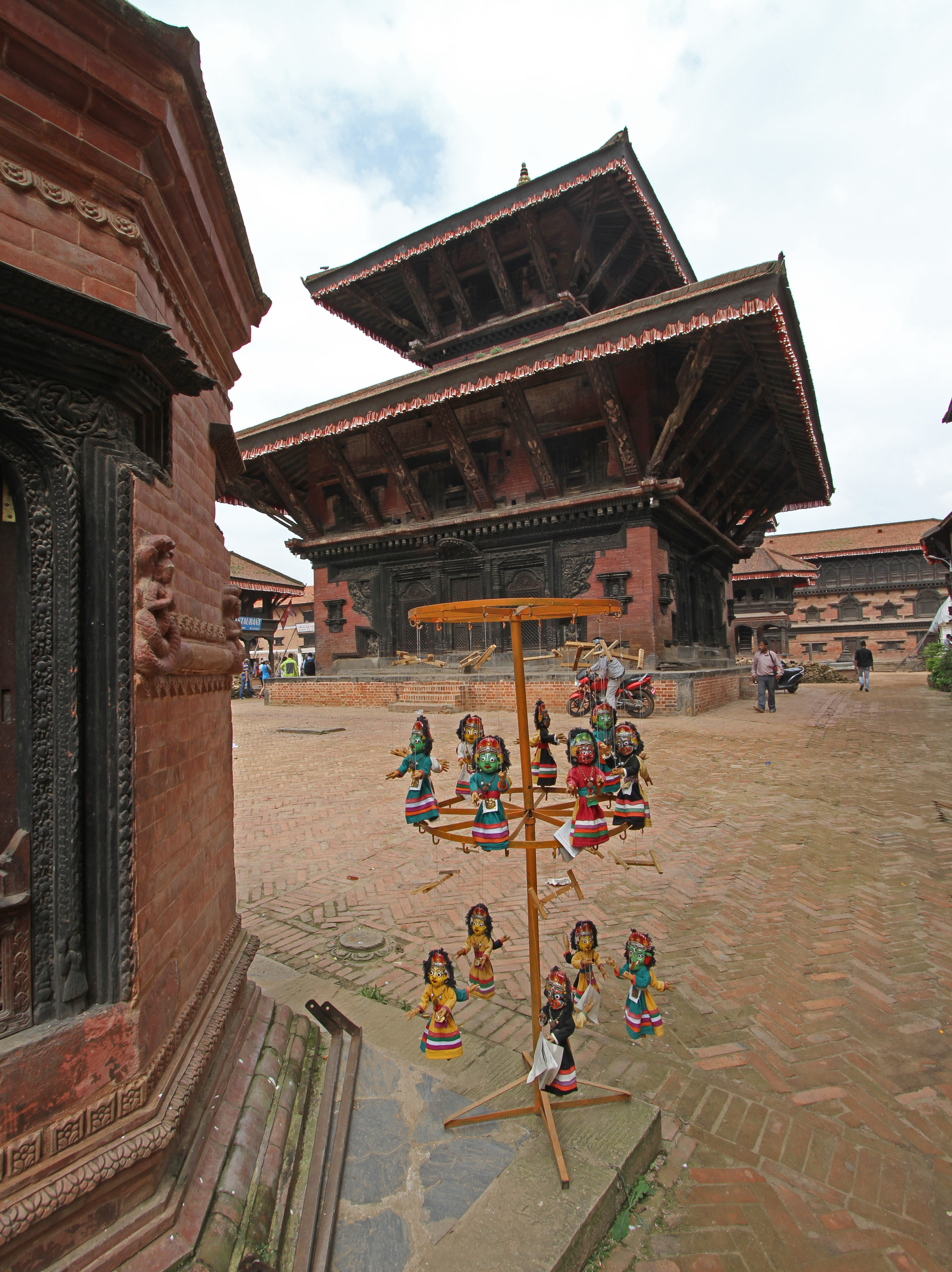
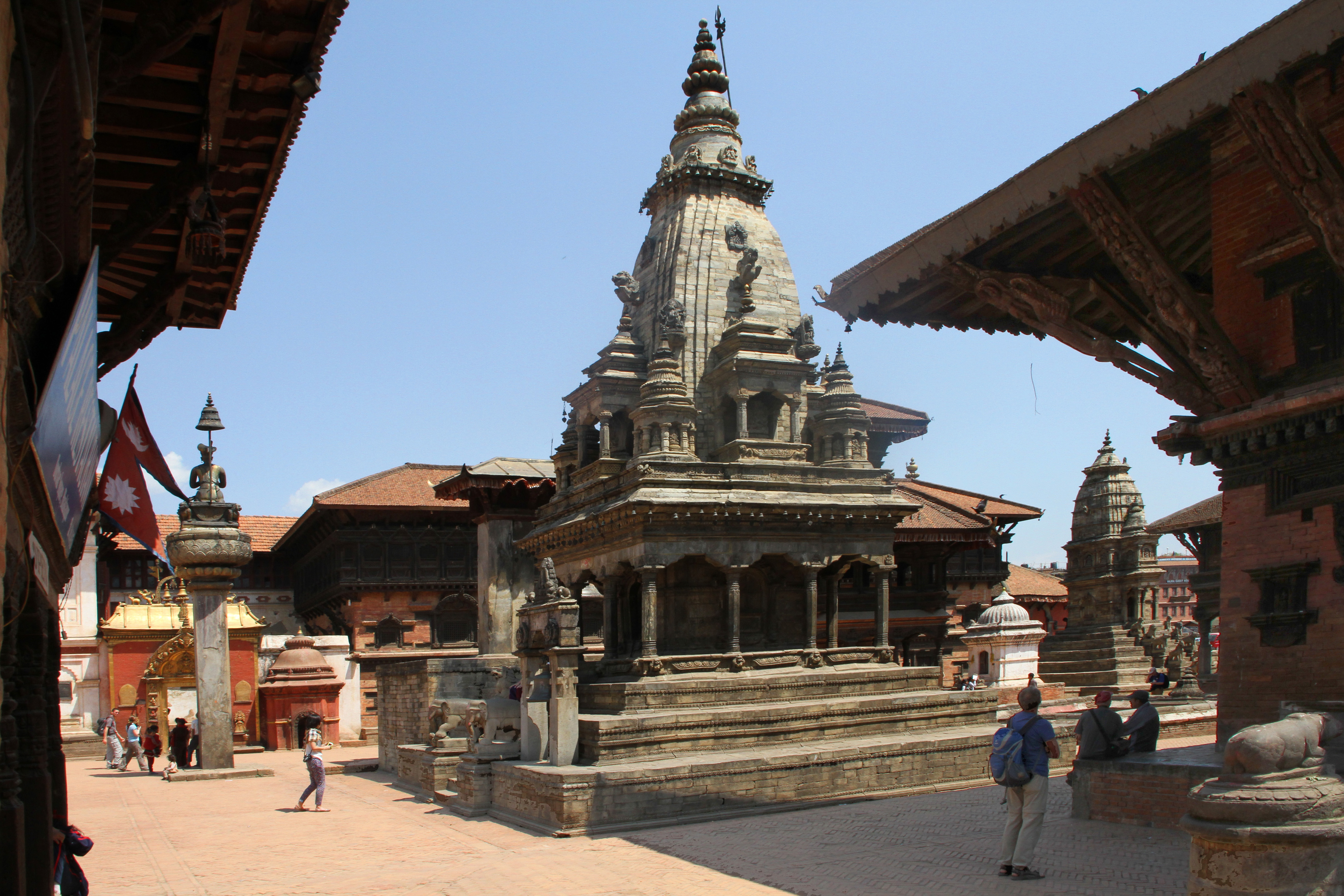
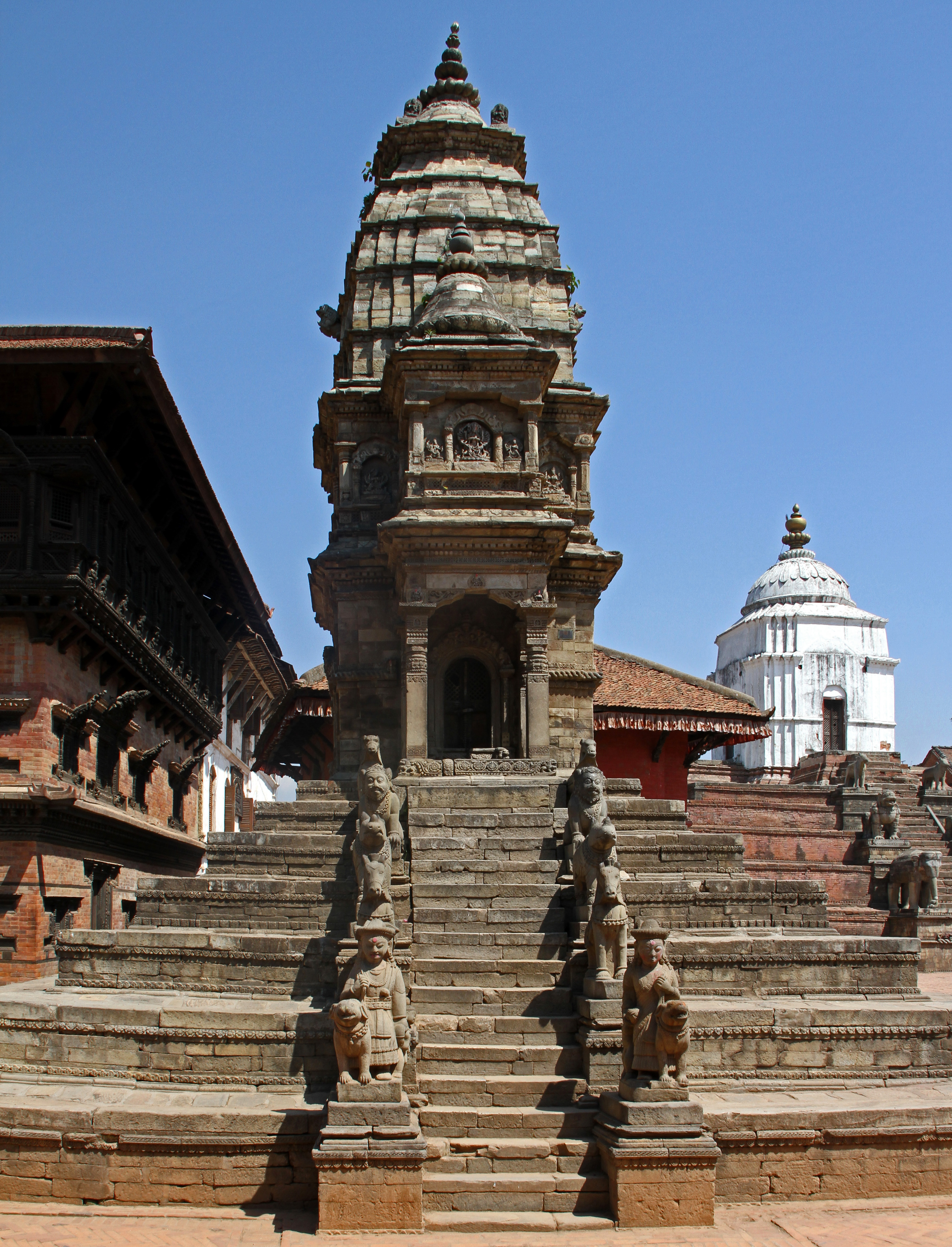
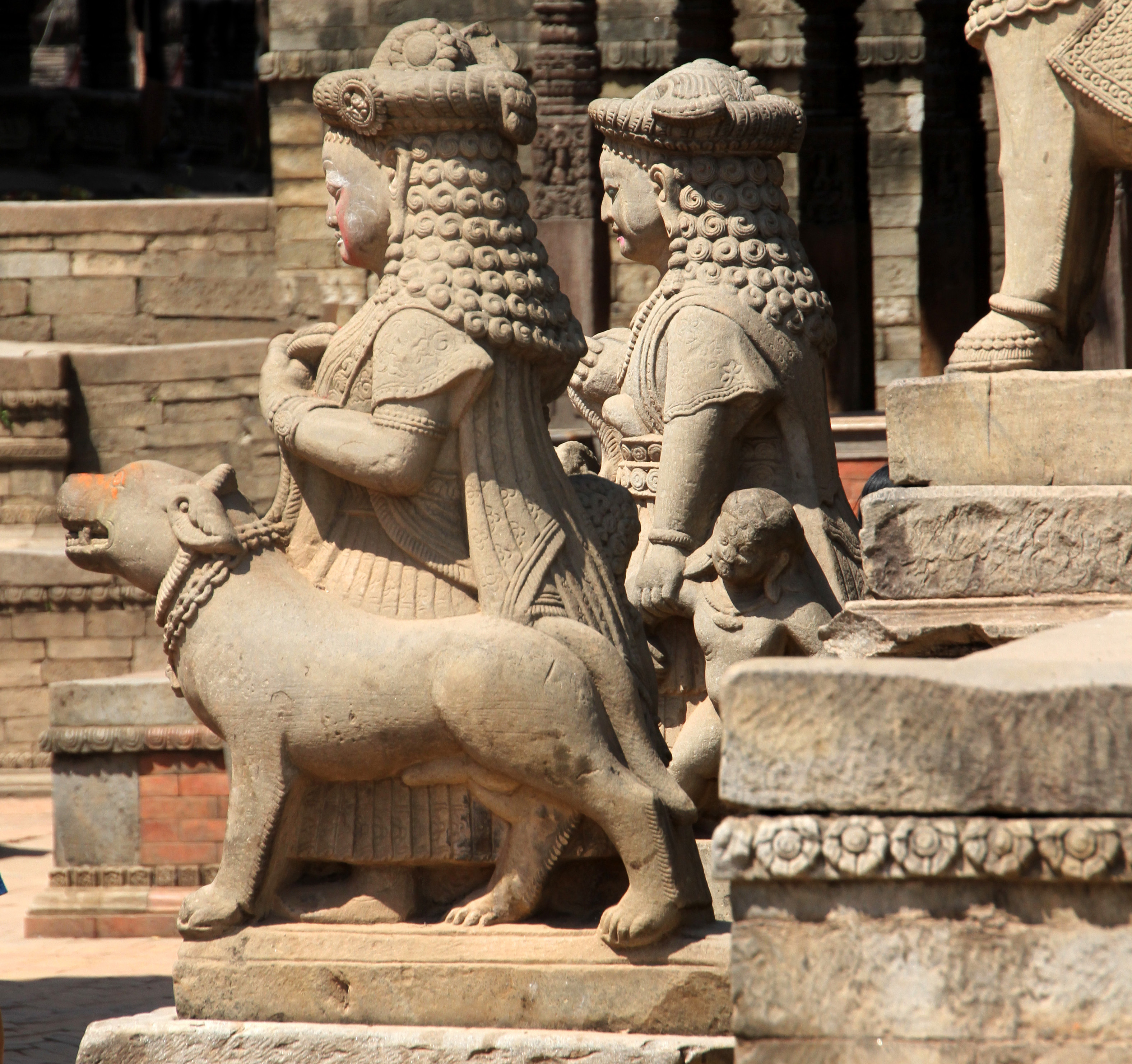

Kathmandu-vallei · Sagarmatha National Park · Nationaal Park Chitwan · Lumbini, geboorteplaats van Gautama Boeddha